# 群岛伊斯兰

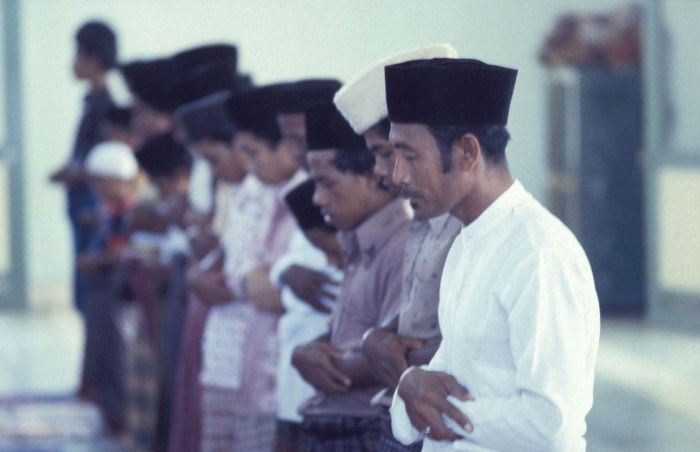
正在行礼的身着宋谷帽和纱笼的印尼男性穆斯林

群岛伊斯兰，或印度尼西亚（伊斯兰教）模式，是马来世界的一种特有的伊斯兰教模式。自16世纪（可能更早）以来，由于受到印度尼西亚文化的影响，当地的信徒将伊斯兰思想进行了语境化、本地化和通俗化等方式的改造。该术语由印度尼西亚伊斯兰组织“伊斯兰教士联合会”于2015年首次正式提出，作为对目前由阿拉伯或中东视角所主导的全球伊斯兰的解释和表现的替代方案。
“群岛伊斯兰”被定义为印度尼西亚人出于自身习惯而形成的伊斯蘭教法學对伊斯兰教的一种理解。2015年6月，印度尼西亚总统佐科·維多多公开表达对群岛伊斯兰的支持，他认为这种温和的伊斯兰教形式与印度尼西亚的文化价值相符。

## 历史

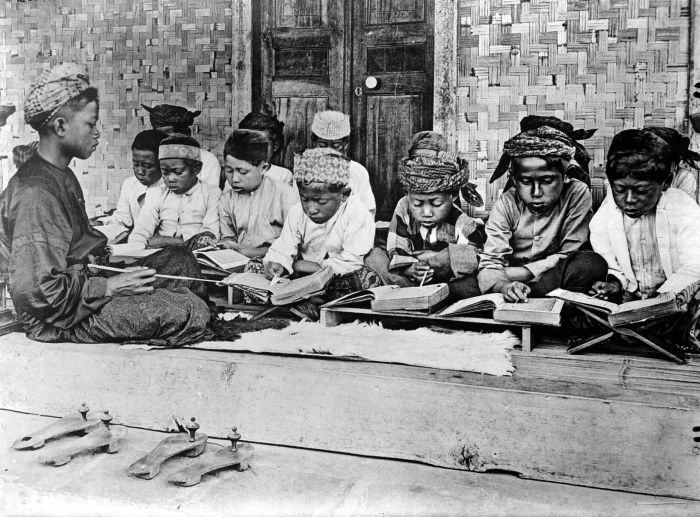
印度尼西亚的传统古兰经学校

伊斯兰教在印度尼西亚的传播是一个缓慢的，渐进的和相对和平的过程。有一种理论认为它是在9世纪之前直接从阿拉伯半岛传入的，另外一种理论则认为在12或13世纪，苏非派的商人和传教士将印度古吉拉特邦或直接来自中东的伊斯兰教带到了印度尼西亚群岛。到了16世纪，伊斯兰教开始取代印度教和佛教成为群岛的主要宗教信仰。传统的伊斯兰教教派主要为遜尼派，印度尼西亚的传统伊斯兰教在某些方面融入了当地的文化和习俗。
早期的印度尼西亚伊斯兰教或多或少地受到苏非派和现存的当地爪哇人喀嘉文信仰的影响。印尼传统派穆斯林勤勉地遵守着数个传统，例如对kyai权威的承认和崇拜和对诸如九圣徒等杰出的伊斯兰教传播者的尊重，以及参与谒陵、塔赫里勒（将死者亡灵送往后世的仪式）和圣纪节等伊斯兰教相关的仪式。然而，随着阿拉伯瓦哈比派的萨拉菲运动的到来，保守派将这些传统谴责为什尔克或比达阿，将其视作有损伊斯兰教纯洁性的綜攝形式。这种状况导致了遵循传统的伊斯兰教教士联合会与现代保守派穆罕马迪亚之间持续的宗教争端、不稳定的共存以及某种精神上的对抗。

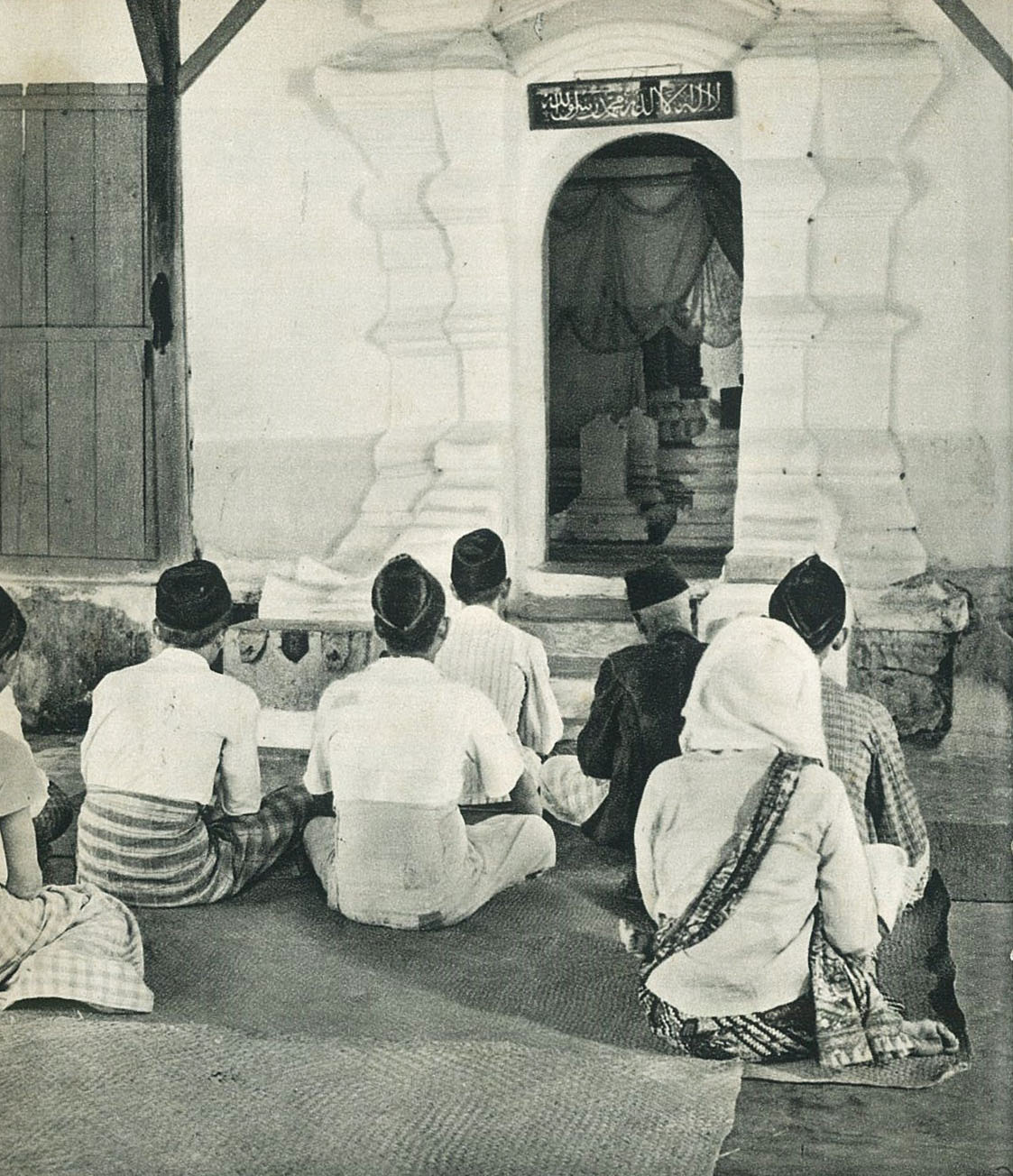
正在拜谒圣陵的教徒们

印度尼西亚人谨慎地对待着以巴冲突、阿拉伯之春、伊拉克战争和叙利亚内战等中东乱局；印度尼西亚人注意到其中有一些是宗教方面的因素，特别是伊斯兰极端主义的问题。印度尼西亚还遭受了伊斯兰圣战组织发起的几起恐怖主义袭击；沙特阿拉伯所推动的萨拉非和瓦哈比极端保守的教义已经在伊斯兰世界中主导了数十年的话语权；以宗教名义进行丑恶战争的伊斯兰国的出现进一步加剧了恐慌情绪。在内部，一些外国和当地的伊斯兰主义组织，例如伊扎布特（HTI）、伊斯兰捍卫者阵线（FPI） 以及诸如繁荣公正党 （PKS）在内的伊斯兰主义政党近年来一直积极参与印尼政治，削弱了伊斯兰教教士联合会等传统派伊斯兰组织的影响力。 印度尼西亚政治中的伊斯兰主义者被怀疑削弱和损害了国家意识形态——建国五项原则。
因此，印度尼西亚的温和派穆斯林学者需要在本地伊斯兰社会中将其自身同所谓的“阿拉伯化”区分开来。据部分学者、媒体的说法，有别于中东穆斯林的是，印度尼西亚穆斯林几十年来和平相处，没有发生较为严重的冲突。据信这种状态归功于印度尼西亚对伊斯兰教的理解，这种理解较为温和和包容。此外，作为拥有世界上最多穆斯林人口的国家，国际社会呼吁印度尼西亚将其宗教模式推广到伊斯兰世界以取代沙特阿拉伯的瓦哈比教派。

## 特征

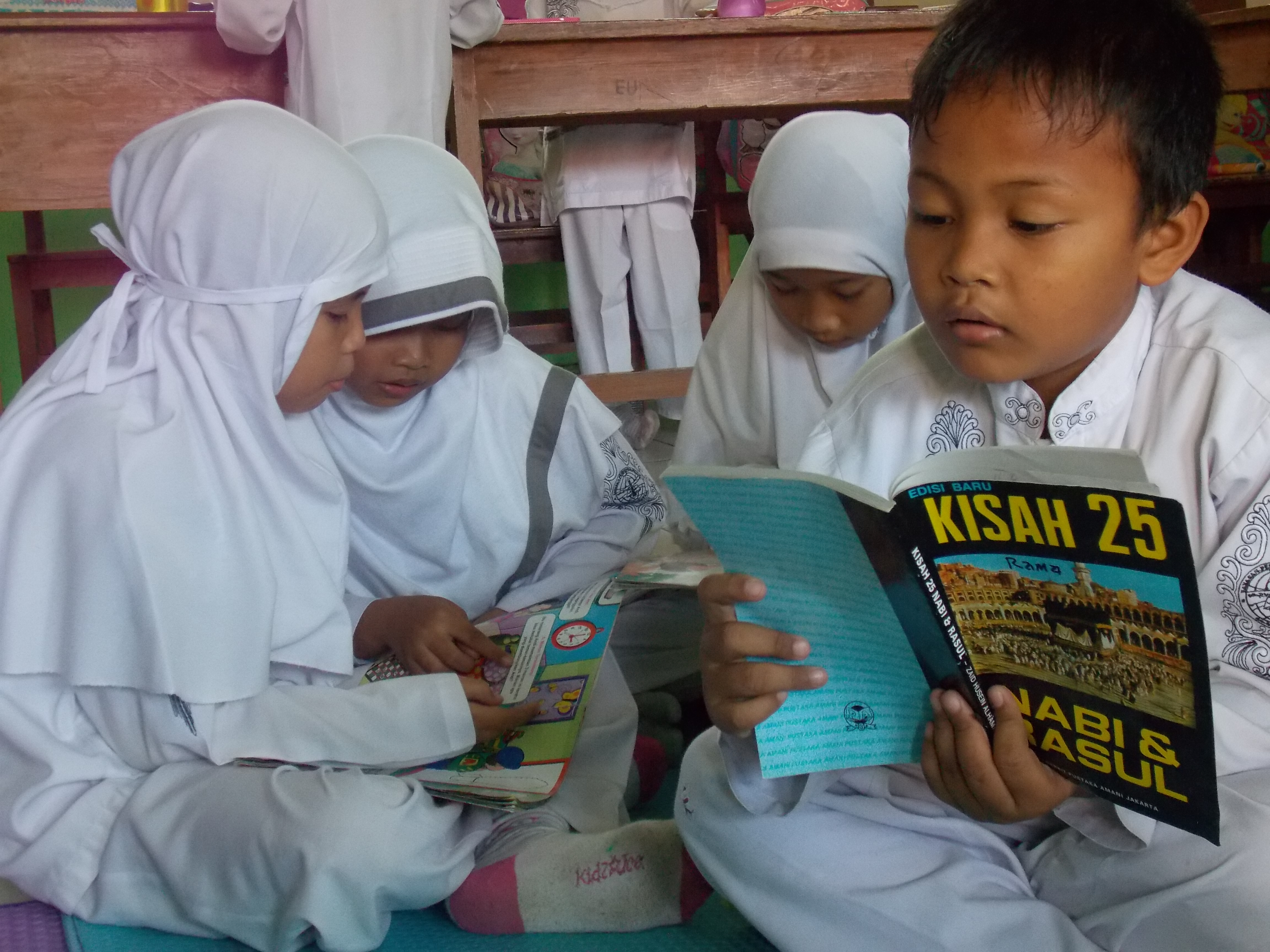
与中东相比，印尼伊斯兰教较为宽松和温和，他们不会在公共场合实行性别隔离，图中的男孩女孩正在教室里一起学习

群岛伊斯兰的主要特征是tawasut（温和的），rahmah（慈悲的），反激进的以及包容且宽容的。这里的“温和”暗示着逊尼派穆斯林的伊斯兰神学地位，而不是政治地位。在与当地文化的关系上，群岛伊斯兰在传播过程中运用了能够产生共鸣的文化取径；它并没有破坏、瓦解或取代本土文化，反而接受、尊重、滋养和保存本土文化。群岛伊斯兰的一个主要特征就是顾及了当地文化对自身法学形成的影响。 
群岛伊斯兰是由当地传统的习经院发展而来的。 因此，它以传统的东方礼仪和风格为基础；它强调了kyai或乌里玛（宗教教师）的地位和权威。学生们需要老师不断的指导，以免误入歧途或萌发错误或激进的想法。另一个与众不同的方面是强调伊斯兰教的普世价值观（Rahmatan lil Alamin），这种价值观促进伊斯兰教内部（穆斯林社区内）和平、容忍、相互尊重以及以多元主义观点对待各种宗教之间的关系。

## 批判
群岛伊斯兰一直受到其他派别，尤其是瓦哈比派和萨拉非派或是其他寻求从“非伊斯兰教的”本地元素（这些元素经常被谴责为什尔克或比达阿）中“净化”伊斯兰教的学说的强烈反对和批评。伊斯兰解放党印尼支部、公正福利党和伊斯兰捍卫者阵线均公开反对群岛伊斯兰。群岛伊斯兰被批评为伊斯兰教的一种综摄形式，破坏了伊斯兰教的“完美”和单一性，破坏了乌玛的统一。
印度尼西亚另一个有影响力的伊斯兰组织——穆罕马迪亚，虽然没有直接反对“群岛伊斯兰”，但强调应当谨慎适当地对待这一概念，而不是破坏和打压其他伊斯兰教的分支、不同的理解或教义。如果“群岛伊斯兰”受到国家的接纳和重视，他们担心其他伊斯兰教支系会受到迫害和歧视。